# 산양면
산양면(山陽面)은 대한민국 경상북도 문경시의 면이다. 넓이는 33km2이고, 인구는 2006년 기준으로 3,799명이다.

## 행정 구역
| 법정리 | 한자명 | 행정리                    | 비고                   |
| ------ | ------ | ------------------------- | ---------------------- |
| 과곡리 | 果谷里 | 과곡1리, 과곡2리, 과곡3리 |                        |
| 녹문리 | 鹿門里 | 녹문리                    |                        |
| 반곡리 | 盤谷里 | 반곡1리, 반곡2리          |                        |
| 봉정리 | 鳳亭里 | 봉정1리, 봉정2리          |                        |
| 부암리 | 富岩里 | 부암리                    |                        |
| 불암리 | 佛岩里 | 불암리                    | 면 행정복지센터 소재지 |
| 송죽리 | 松竹里 | 송죽1리, 송죽2리          |                        |
| 신전리 | 薪田里 | 신전1리, 신전2리          |                        |
| 연소리 | 蓮沼里 | 연소1리, 연소2리          |                        |
| 우본리 | 愚本里 | 우본1리, 우본2리          |                        |
| 위만리 | 渭滿里 | 위만1리, 위만2리          |                        |
| 존도리 | 存道里 | 존도1리, 존도2리          |                        |
| 진정리 | 辰井里 | 진정1리, 진정2리          |                        |
| 평지리 | 平地里 | 평지1리, 평지2리          |                        |
| 현리   | 縣里   | 현리                      |                        |
| 형천리 | 兄川里 | 형천1리, 형천2리, 형천3리 |                        |

## 문화재
- 문경존도리의소나무